# 알린 소킨

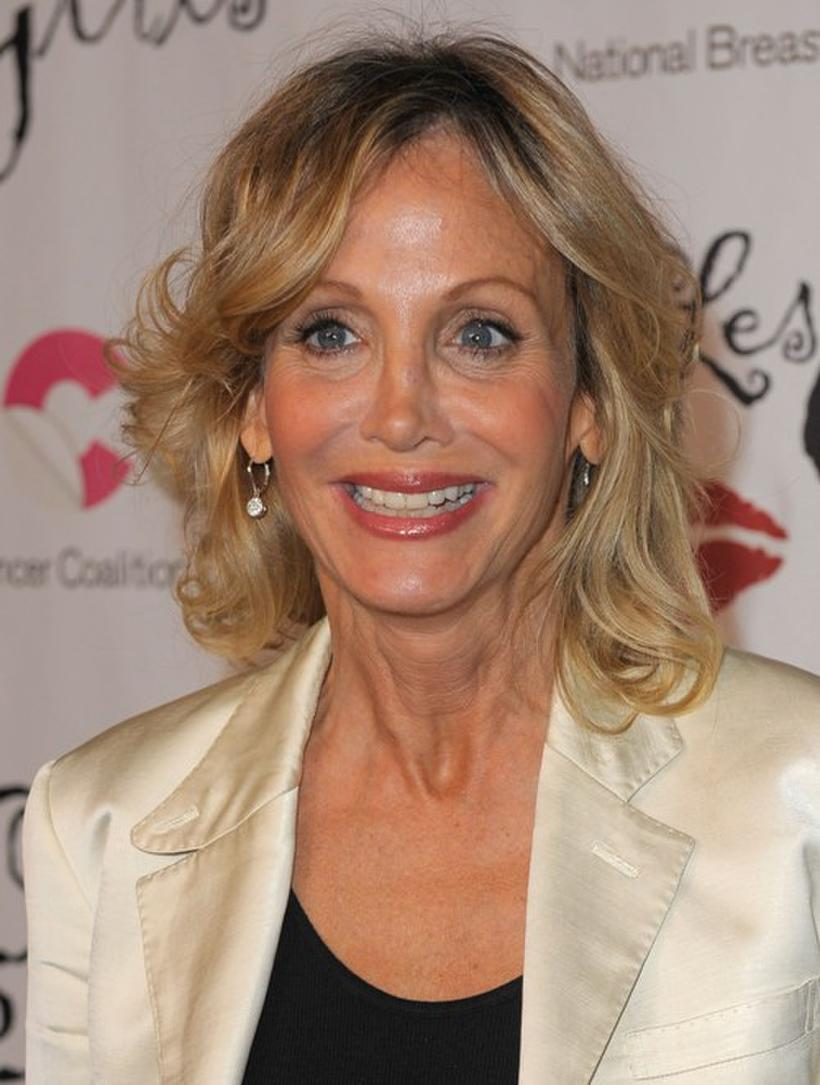

알린 소킨(Arleen Sorkin, 1955년 10월 14일 ~ 2023년 8월 24일)는 미국의 텔레비전 배우, 배우, 진행자, 각본가, 성우, 영화배우이다.
워싱턴 D.C.에서 태어났다.

## 영화
- 부토 (2010년)
- 저스티스 리그 (2001년)
- 배트맨 - 돌아온 조커 (2000년)
- 파이어드 업 (1997년)
- 웨딩 소나타 (1997년)
- 배트맨 - 고담의 기사 (1997년)
- 배트맨 수퍼맨 무비: 월즈 파이니스트 (1996년)
- 이젠 키스 안 사요 (1992년)
- 테드 & 비너스 (1991년)
- 오스카 (1991년)
- 우리 생애 나날들 (1965년)